# 萬家樂 (博彩遊戲)
萬家樂是一種含有博彩成份的撲克遊戲，以百家樂為藍本稍作更改而成。
萬家樂由澳門博彩股份有限公司提出申請，2007年7月3日澳門經濟財政司司長譚伯源行使《基本法》第64條賦予職權，並根據第16/2001號法律第三條第四款及第五款的規定作出批示，同年8月1日於水晶宮娛樂場開設五張該遊戲賭桌。

## 玩法
玩法與百家樂大同小異，詳細玩法可參照百家樂玩法。

### 投注
與百家樂一樣，可投注「閒」、「莊」、「和」、「莊對子」與「閒對子」。

### 牌例
每家在獲派首兩張牌後，祇限增牌一張（增牌與否的規定以下有提及）。場方可從下列兩種增牌方法中選其一如下：
方式一：
- 當“莊”及“閒”首兩張牌合計點數為8、9點（例牌），即定勝負或和局；
- 當“莊”及“閒”首兩張牌合計點數相同，且為0至7點，雙方各須博牌一張，由閒家先博。博牌後雙方合計點數較高者勝，點數相同的話則作和局；
- 當“莊”及“閒”首兩張牌合計點數不同，且為0至7點，則點數較小的一方須先博牌一張。

1. 如博牌後之合計點數仍小於對家的，則對家無須博牌並勝出；
2. 如博牌後之合計點數大於或等於對家的，則對家必須博牌一張，博牌後合計點數較高者勝。如點數相同則作和局。

方式二：
- 當“莊”及“閒”首兩張牌合計點數為8、9點（例牌），即定勝負或和局；
- 當“莊”及“閒”首兩張牌合計點數相同，且為0至7點，雙方各須博牌一張，由閒家先博。博牌後合計點數較高者勝，點數相同的話則作和局；
- 當“莊”及“閒”首兩張牌合計點數不同，且為0至7點，則點數較小的一方須先博牌一張。

1. 如博牌後合計之點數仍小或等於對家的，則對家無須博牌並勝出或作和局；
2. 如博牌後合計之點數大於對家的，則對家必須博牌一張，博牌後合計點數較高者勝。如兩家點數相同者則作和局。

### 賠彩
澳博採用牌例方式一，現行的賠彩如下：
1. 若以7至9點勝出的話，賠率為一賠一，另抽5%佣金（抽水），不分庄閒
2. 若以1至6點勝出的話，賠率為一賠一，不分庄閒
3. 「和」中彩賠率為一賠十四
4. 兩家「對子」中彩賠率皆為一賠十一

## 外部連結
- “萬家樂”登陸澳賭場 全球獨有 （页面存档备份，存于），澳門日報2007年7月10日